# Оберхофер, Карин
Кари́н Оберхо́фер (нем. Karin Oberhofer; 3 ноября 1985, Брессаноне) — итальянская биатлонистка. Бронзовый призёр зимних Олимпийских игр 2014 года в смешанной эстафете, трёхкратный бронзовый призёр чемпионатов мира, вице-чемпионка Европы в эстафете.
Принимала участие в зимних Олимпийских играх 2010 и 2014 годов.
На Олимпиаде 2014 года в Сочи финишировала 4-й в спринте, что стало её лучшим результатом в личных гонках на тот момент. После дисквалификации россиянки Ольги Вилухиной, Оберхофер должна стать бронзовым призёром того спринта, однако перераспределения наград пока не было. В смешанной эстафете, впервые проводившейся в рамках Олимпийских игр, завоевала бронзовую медаль вместе с Доротеей Вирер, Домиником Виндишем и Лукасом Хофером.

## Карьера
Дебютировала за сборную Италии на этапах Кубка мира по биатлону в 2009 году. Но первые успехи пришли к спортсменке только через два сезона в основе. Тогда она впервые начала попадать в очки. Сезон 2011/2012 Оберхофер завершила на 45-м месте в общем зачете Кубка мира. В 2013 году на этапе в Антерсельве в спринте спортсменка впервые попала в восьмёрку сильнейших. Завершила карьеру.